# Pennsylvania Turnpike

Logo des Pennsylvania Turnpike

Verlauf des Pennsylvania Turnpike (rot) und der Erweiterungsstrecken (grün) innerhalb Pennsylvanias

Der Pennsylvania Turnpike (kurz PA Turnpike oder Penna Turnpike) ist eine mautpflichtige Schnellstraße im Bundesstaat Pennsylvania in den Vereinigten Staaten. Die Straße ist Teil des Interstate-Highway-Systems und verläuft auf einer Gesamtlänge von etwa 579,51 Kilometern von der Grenze zum Bundesstaat Ohio bei North Beaver Township, Pennsylvania, bis zur Grenze zu New Jersey bei Bristol Township, Pennsylvania, in der Metropolregion Delaware Valley. Der Pennsylvania Turnpike verläuft auf der Streckenführung verschiedener Interstate Highways.
Mit dem Bau des Pennsylvania Turnpike wurde in den 1930er-Jahren begonnen, um die Metropolregionen um die größeren Städte Pittsburgh, Harrisburg und Philadelphia miteinander zu verbinden und die im Landesinneren gelegenen dünn besiedelten Gebiete um die Appalachen infrastrukturtechnisch zu erschließen. Das erste Teilstück des Turnpike zwischen Irwin und Carlisle wurde am 1. Oktober 1940 geöffnet. Damit ist der Pennsylvania Turnpike eine der ältesten längeren Autobahnen in den Vereinigten Staaten und diente als Vorbild bei der Planung weiterer ähnlicher Straßen. Nach dem Ende des Zweiten Weltkrieges erfolgten weitere Bauarbeiten an dem Turnpike, bis die heutige Streckenführung im Jahr 1956 fertig gestellt wurde.
Neben der Hauptstrecke zwischen den Grenzen zu Ohio und New Jersey ist auch der Interstate 476 zwischen dem Straßenbeginn bei Clarks Summit und dem Mid-County Interchange als Teil des Pennsylvania Turnpike gewidmet. Dieser Teil der Straße hat eine Gesamtlänge von weiteren 177,99 Kilometern und verbindet die Metropolregion Delaware Valley mit den Großstädten Wilkes-Barre und Scranton, wobei durch den Highway die Metropolregionen Wyoming Valley und Lehigh Valley erschlossen werden. Die Strecke wurde ab den 1970er-Jahren angelegt und im Dezember 1992 fertig gestellt. Bis 1996 war die Pennsylvania Turnpike Northeast Extension als Pennsylvania Route 9 gewidmet.

## Verlauf

### Westliche Erweiterung

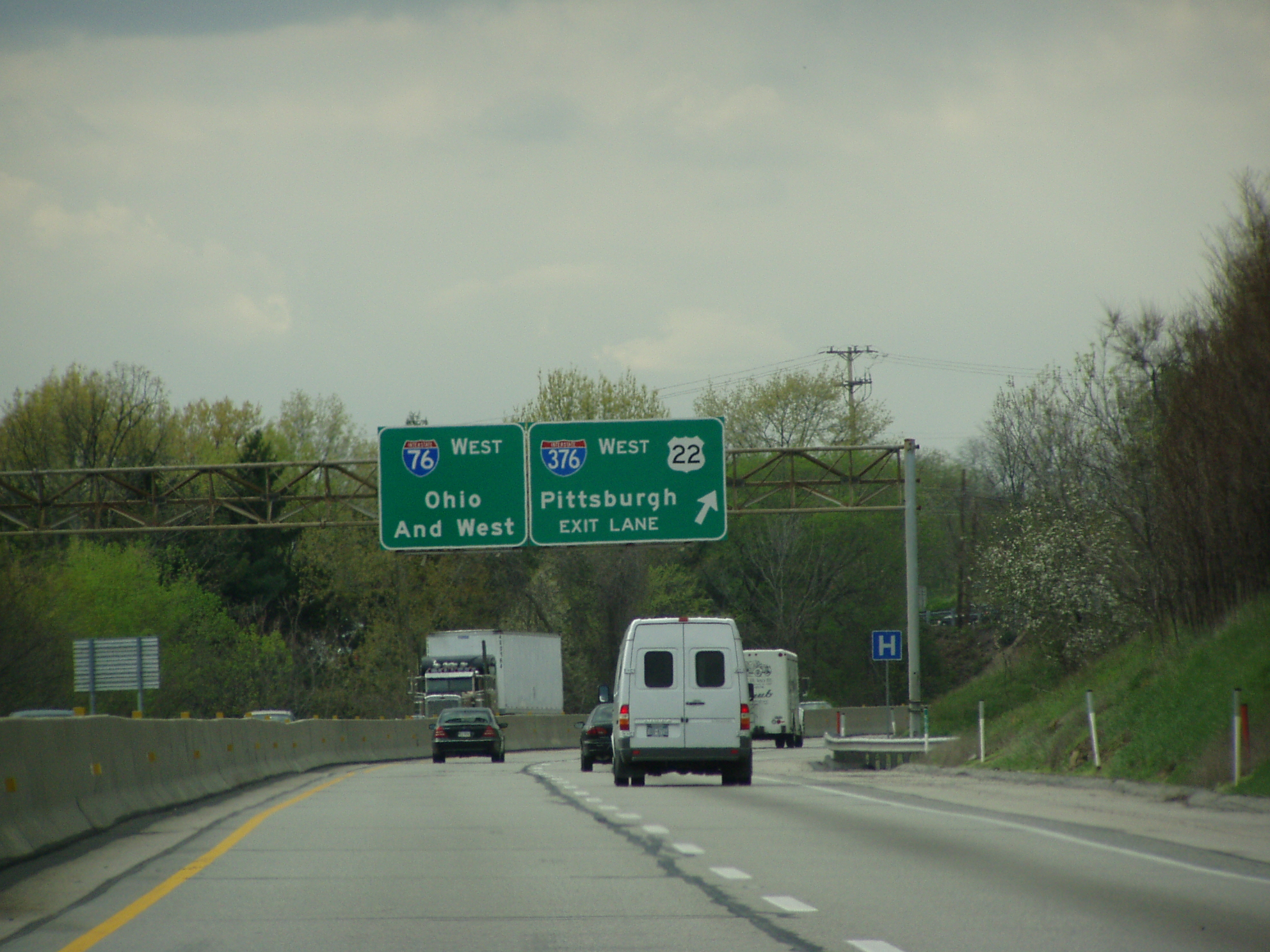
Pennsylvania Turnpike an der Kreuzung mit dem I-376 bei Pittsburgh in Fahrtrichtung Westen

Der Pennsylvania Turnpike beginnt an der Grenze zum Bundesstaat Ohio im Lawrence County als Weiterführung des Ohio Turnpike. Von ihrem Beginn an führt der Turnpike als vierspurig ausgebaute Straße nach Südosten, an dieser Stelle ist der Pennsylvania Turnpike identisch mit dem Interstate 76. Die Autobahn verläuft durch ländliches Gebiet rund um die Stadt New Castle. Unmittelbar hinter der Staatsgrenze zwischen Ohio und Pennsylvania beginnt die Mautpflicht mit der ersten Mautstelle. Danach überquert der Pennsylvania Turnpike die Grenze zum Beaver County, dort befindet sich die erste Anschlussstelle des Turnpike an den Interstate 376 (Beaver Valley Expressway), der nach Hermitage und Pittsburgh führt.
Im weiteren Verlauf erfolgt ein Anschluss des Pennsylvania Turnpike an die Pennsylvania Route 18, bevor die Straße über die Beaver River Bridge den Beaver River überquert. Danach verläuft der Interstate 76 durch das Butler County. In der Stadt Cranberry Township trennt der Pennsylvania Turnpike das bewohnte Stadtgebiet von einem größeren Industriegebiet mit Einzelhandelsgeschäften ab, dort bestehen zudem Anschlüsse an den Interstate 79 nach Erie sowie an den U.S. Highway 19. Wenige Kilometer bei Warrendale folgt wiederum eine Mautstelle. Der Pennsylvania Turnpike verläuft danach durch das Gebiet des Allegheny County durch überwiegend ländliches Gebiet. Auf dem Gebiet des Hampton Township erfolgt eine Anbindung an die Pennsylvania Route 8 und später bei Harmar Township an die Pennsylvania Route 28. Ab dieser Stelle wird der Pennsylvania Turnpike sechsspurig und überquert südlich von Cheswick den Allegheny River.
Hinter der Brücke über den Allegheny River wird der Pennsylvania Turnpike wieder vierspurig. In Monroeville, einem nördlichen Vorort von Pittsburgh, besteht ein Autobahnkreuz mit dem Interstate 376 und dem U.S. Highway 22 mit Anschluss an die Stadt Pittsburgh, um die der Interstate 76/Pennsylvania Turnpike östlich herum führt. Die Autobahn quert in das Westmoreland County und kreuzt sich bei Irwin mit dem U.S. Highway 30.

### Irwin bis Carlisle

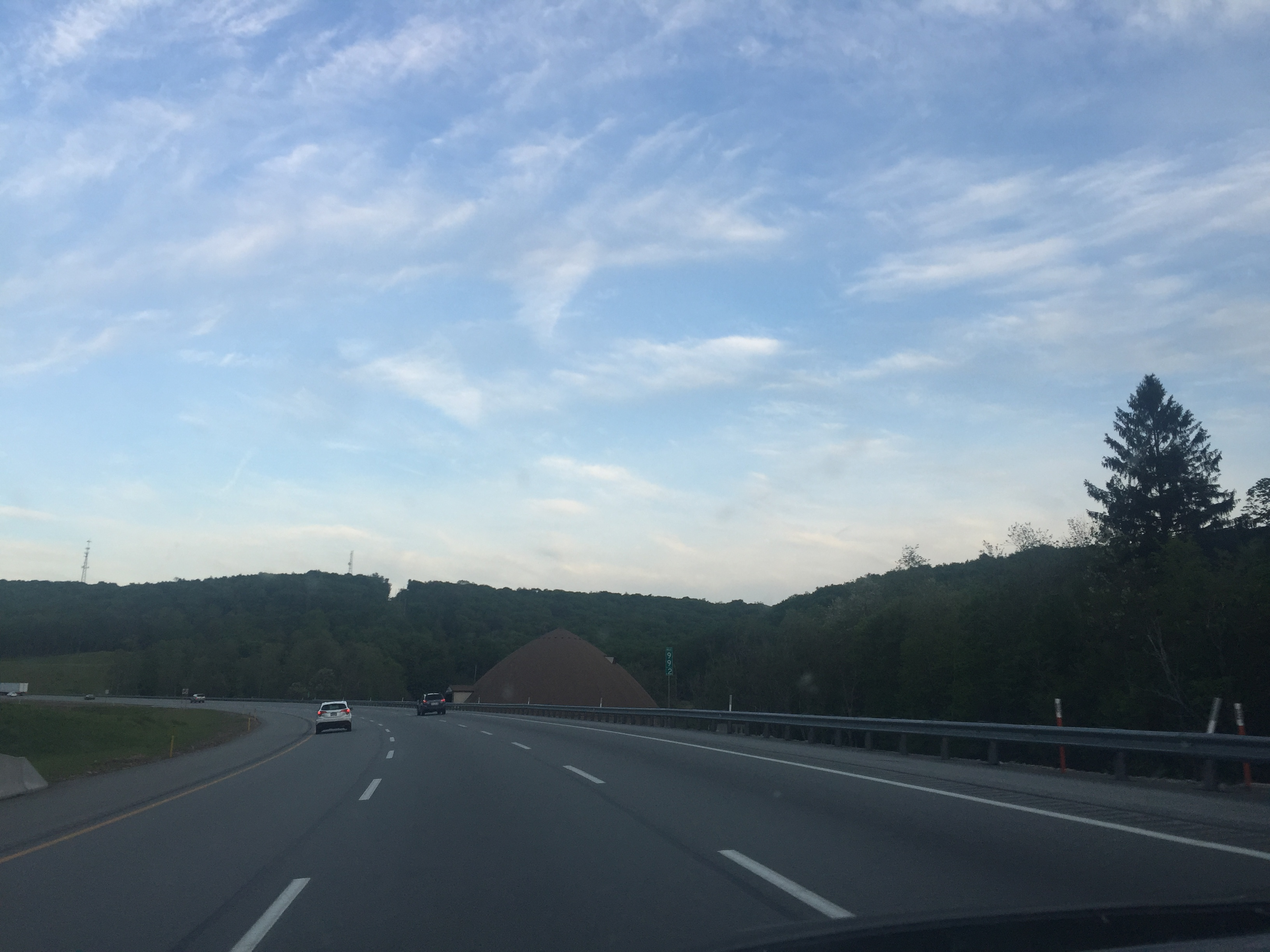
Der Pennsylvania Turnpike in der Nähe des Laurel Hill Tunnel

Hinter dem Kreuzungspunkt mit dem U.S. Highway 30 verläuft der Pennsylvania Turnpike zunächst weiter nach Süden und wird auf sechs Fahrspuren erweitert. Nach etwas mehr als fünf Kilometern knickt die Straße nach Osten und erreicht die Stadt New Stanton, wo sich der Turnpike mit dem U.S. Highway 119 und der Pennsylvania Route 66 kreuzt. Der Pennsylvania Turnpike wird nach New Stanton wieder auf vier Spuren verengt und verläuft ab dieser Stelle auf der Streckenführung des Interstate 76 sowie des an dieser Stelle von Westen kommenden Interstate 70, der hier auf derselben Route wie der Interstate 76 verläuft. In dem Dorf Donegal folgt eine Anschlussstelle an die Pennsylvania Route 31. Der Pennsylvania Turnpike überquert danach den Laurel Hill und führt auf das Gebiet des Somerset County.
Der Pennsylvania Turnpike führt nördlich an der Stadt Somerset vorbei. Obwohl die Strecke hier durch den U.S. Highway 219 überquert wird, besteht kein direkter Anschluss an diesen, die Autobahn ist nur über den Anschluss an die Pennsylvania Route 601 erreichbar. Östlich von Somerset beginnen die Allegheny Mountains, der Pennsylvania Turnpike unterquert diese zunächst durch den Allegheny Mountain Tunnel. Die Autobahn führt in das Gebiet des Bedford County. In Bedford befindet sich ein größerer Verkehrsknotenpunkt mit Anschlüssen an das südliche Ende des Interstate 99 sowie die U.S. Highways 30 und 220.

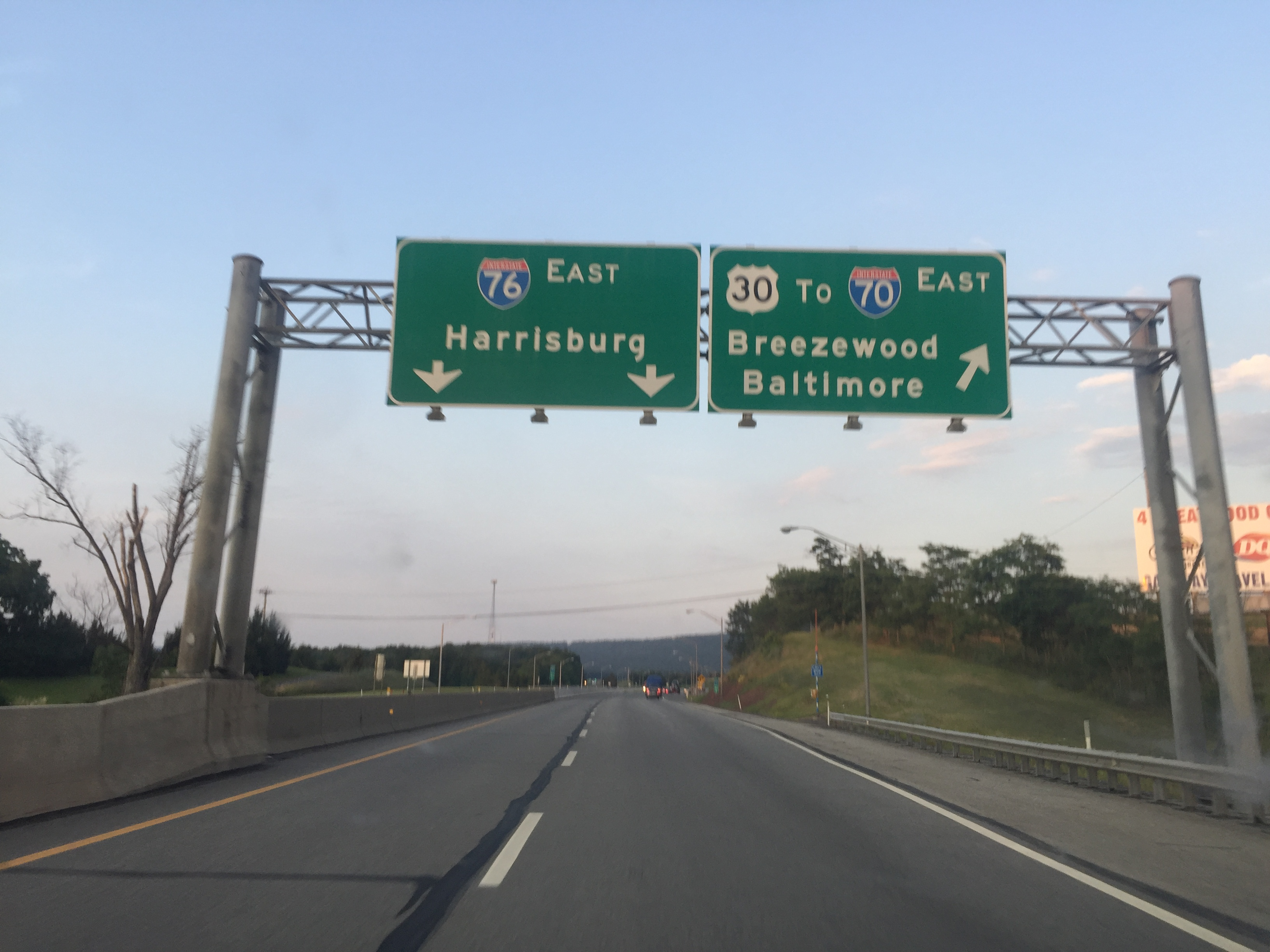
Knotenpunkt zwischen den Interstates 70 und 76 bei Breezewood

Auf dem weiteren Verlauf in Richtung Osten durchquert der Pennsylvania Turnpike die Stadt Breezewood, dort spaltet sich der Interstate 70 wieder vom Pennsylvania Turnpike ab und führt in Richtung Norden, während der Turnpike auf dem Verlauf des Interstate 76 weiter nach Osten verläuft. Die Autobahn führt in das Fulton County und erreicht in der Nähe von Fort Littleton einen Anschluss an den U.S. Highway 522, der ab dieser Stelle parallel zum Pennsylvania Turnpike verläuft. Im Huntingdon County unterquert der Pennsylvania Turnpike den Tuscarora Mountain und führt weiter in das Franklin County. Dort unterquert die Autobahn zunächst den Kittatinny Mountain und unmittelbar danach den Blue Mountain. Im Cumberland County erreicht der Pennsylvania Turnpike nach einem etwa 40 Kilometer langen, fast schnurgeraden Verlauf die Stadt Carlisle mit einem Kreuzungspunkt mit dem U.S. Highway 11 sowie dem Interstate 81.

### Harrisburg bis Valley Forge

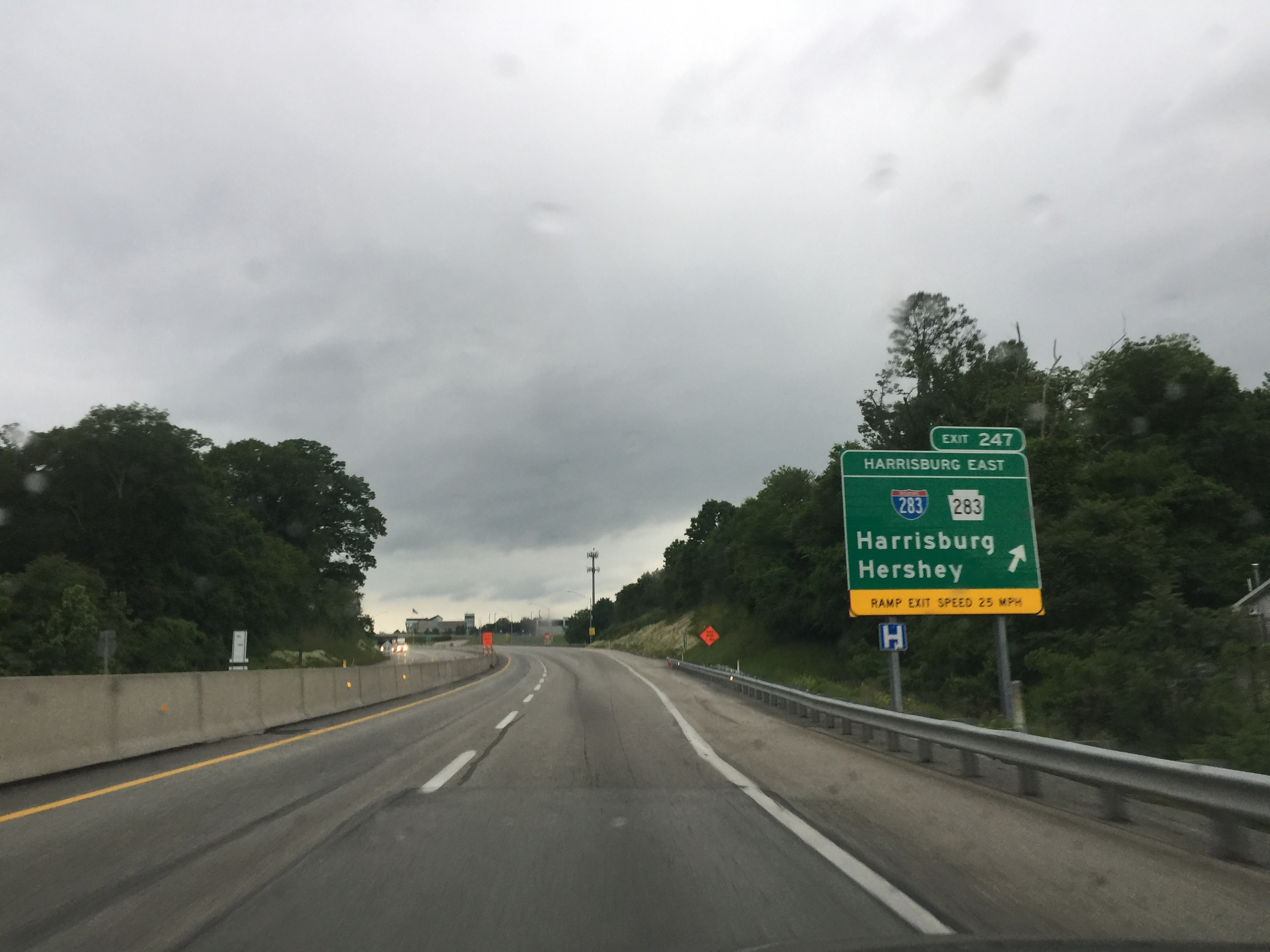
Der Pennsylvania Turnpike vor der Anschlussstelle an den Interstate 283 im Lower Swarata Township, einem Vorort von Harrisburg

Hinter Carlisle beginnt die östliche Erweiterung des Pennsylvania Turnpike. In Mechanicsburg erreicht der Turnpike einen Anschluss an den U.S. Highway 15. Der Interstate 76 führt südlich um Harrisburg herum und durchquert die Vororte der Stadt im York County. Nach einem Anschluss an den Interstate 83 bei New Cumberland führt der Pennsylvania Turnpike unmittelbar am Capital City Airport vorbei und überquert den Susquehanna River. Hinter der Brücke führt der Turnpike durch das Dauphin County. Im Lower Swarata Township kreuzt der Pennsylvania Turnpike den Interstate 283 und führt am Harrisburg International Airport vorbei. Im weiteren Verlauf folgen wieder vornehmlich ländlich geprägte Gebiete. Nach einem kurzen Verlauf durch das Lebanon County führt der Interstate 76 in das Lancaster County.
In der Nähe der Stadt Manheim erfolgt eine Anbindung des Pennsylvania Turnpike an die Pennsylvania Route 72 in Richtung Lancaster sowie an den U.S. Highway 322. Östlich von Denver erfolgt ein Anschluss an die Pennsylvania Route 272 und den U.S. Highway 222 zwischen Lancaster und Reading. Der Pennsylvania Turnpike führt in das Berks County nach Morgantown, wo sich der Interstate 76 mit dem Interstate 176 nach Reading kreuzt. Im Chester County verläuft der Pennsylvania Turnpike schließlich in Richtung Südosten und später wieder nach Osten in die dort beginnende Metropolregion Delaware Valley. Bei Malvern folgt ein Anschluss über das Mautsystem E-ZPass an die Pennsylvania Route 29 und über diese an den U.S. Highway 202. Der Pennsylvania Turnpike führt in das Montgomery County. In der Siedlung Valley Forge passiert der Pennsylvania Turnpike einen großen Verkehrsknotenpunkt mit Anschlussstellen an die U.S. Highways 202 und 422. Der Interstate 76 verlässt den Verlauf des Pennsylvania Turnpike, dieser verläuft von nun an auf dem Interstate 276 weiter nach Osten.

### Interstate 276 und Delaware Valley

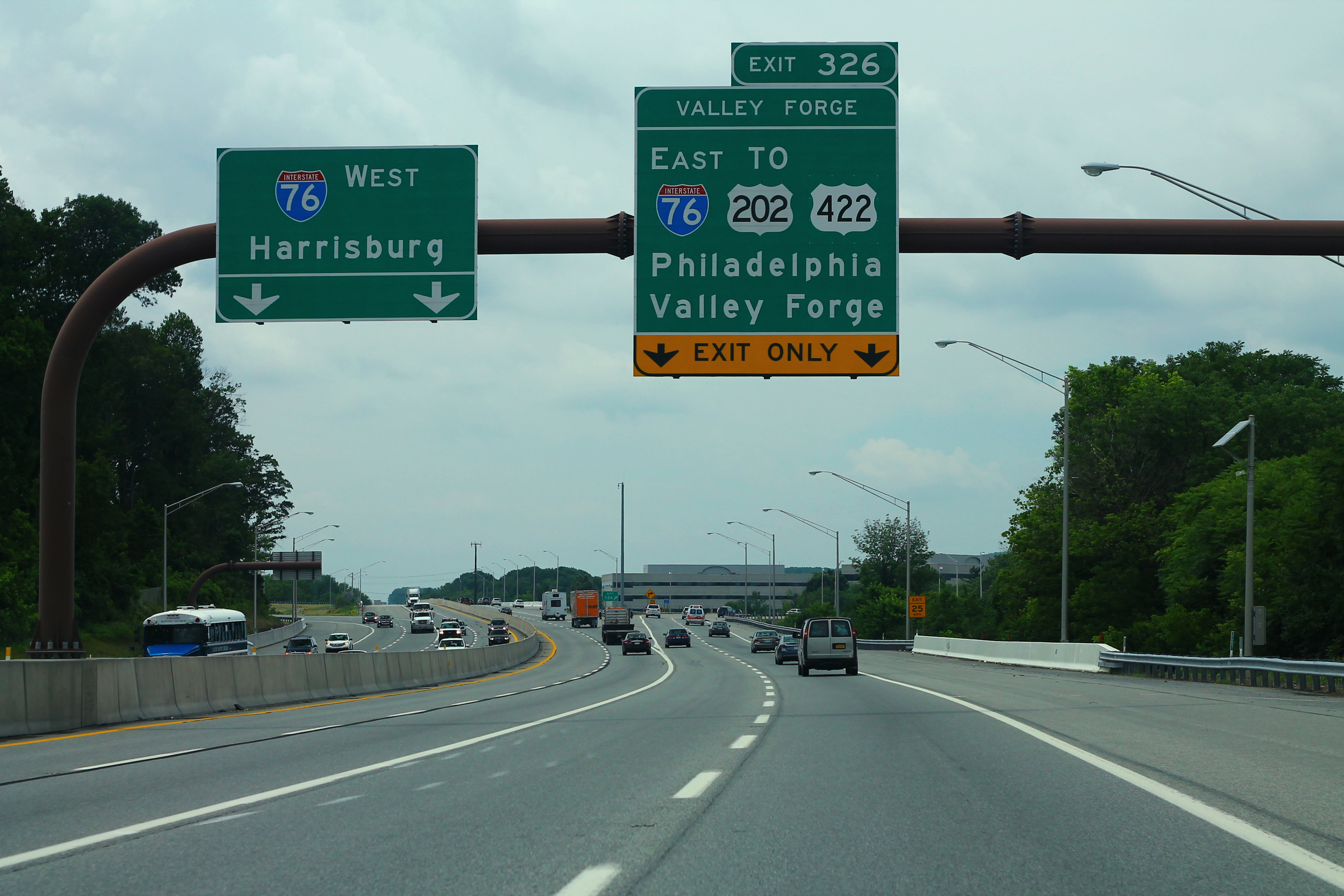
Ende des Interstate 276 in Fahrtrichtung Westen

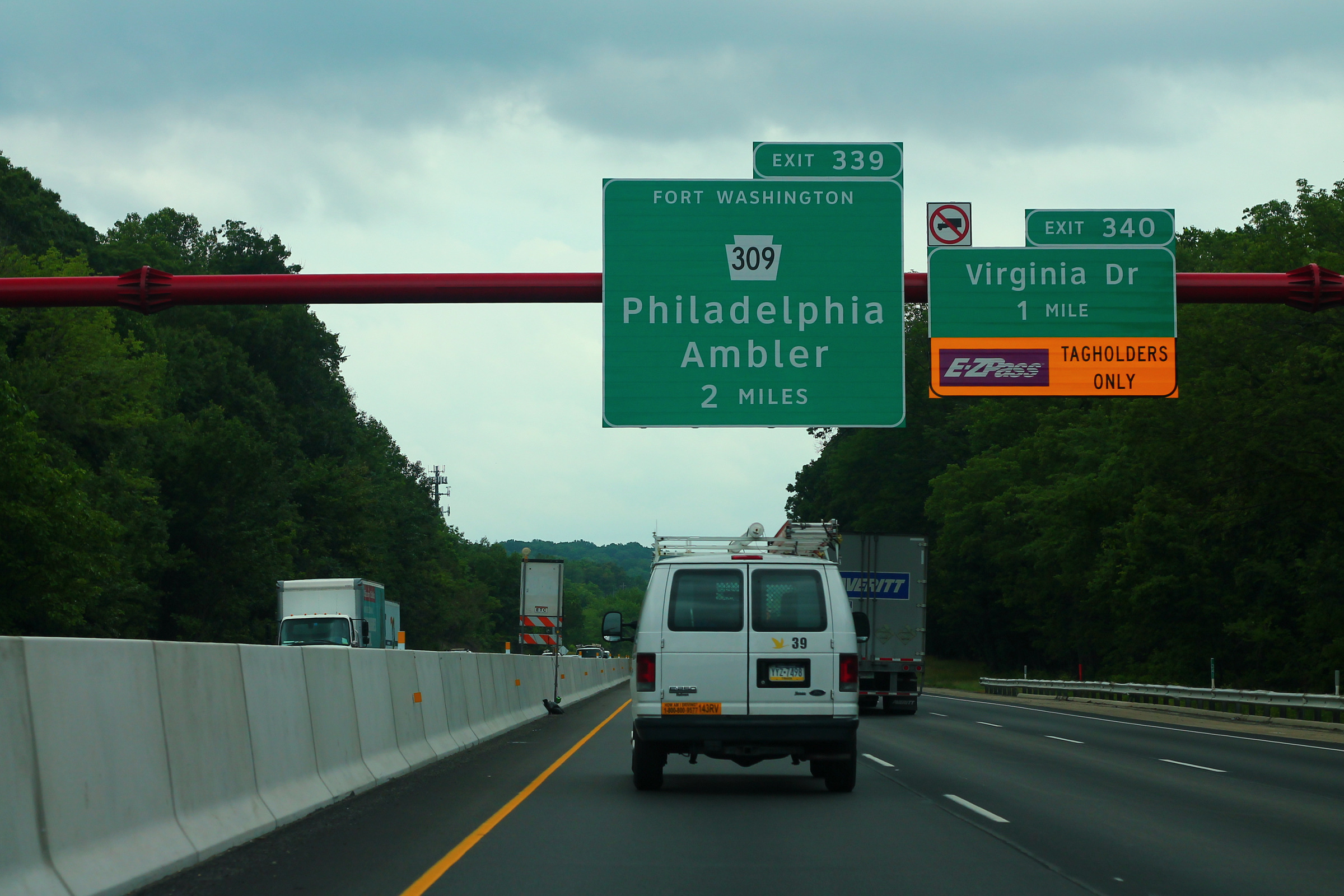
Interstate 276 vor dem Anschluss an die Pennsylvania Route 309

Als Interstate 276 führt der Pennsylvania Turnpike zunächst durch King of Prussia und unmittelbar an dem Einkaufszentrum King of Prussia Mall, dem nach Verkaufsfläche größten Einkaufszentrum in den Vereinigten Staaten, vorbei. Südlich von Norristown überquert der Pennsylvania Turnpike Schuylkill River. Die Autobahn führt weiter durch Industriegebiete und kommt nach vier Kilometern zu einem Autobahnkreuz mit dem Interstate 476, der nach Chester und Allentown führt. In Fort Washington gibt es eine Anschlussstelle an die Pennsylvania Route 309, etwa zwei Kilometer weiter erfolgt ein Anschluss für Halter von E-ZPass-Transpondern an den Virginia Drive. In Willow Grove folgt schließlich ein Anschluss an die innerstädtische Pennsylvania Route 611 und später in Neshaminy an den U.S. Highway 1.
Der Interstate 276 wird danach wieder auf vier Spuren verengt und endet bei Newportville an einem Knotenpunkt mit den Interstates 95 und 295. Der Pennsylvania Turnpike verläuft weiter auf dem Interstate 95. Auf dem Stadtgebiet des Bristol Township hat der Pennsylvania Turnpike noch einen Anschluss an den U.S. Highway 13, nach weiteren zwei Kilometern überquert die Strecke den Delaware River. Der Pennsylvania Turnpike endet dort an der Grenze zu New Jersey und wird als New Jersey Turnpike weiter geführt.

### Northeast Extension (I-476)

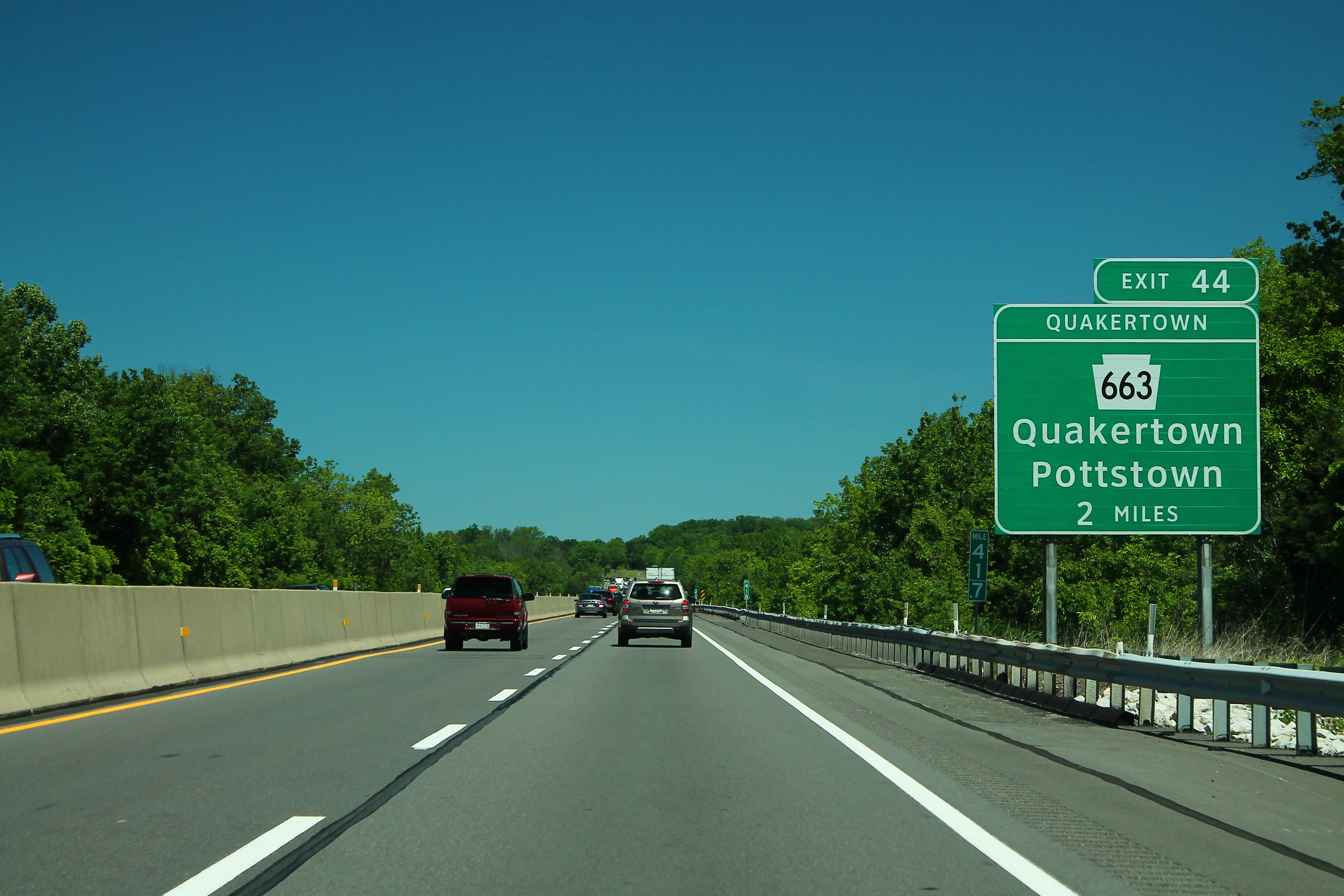
Pennsylvania Turnpike Northeast Extension bei Quakertown

Der Interstate 476 beginnt als Erweiterungsstrecke des Pennsylvania-Turnpike-Systems an dem Knotenpunkt Mid-County Interchange nördlich von Plymouth Meeting und verläuft von dort aus nach Norden, während der nach Süden verlaufende Teil des Interstate Highways kein Teil der Pennsylvania Turnpike Extension ist. Die Strecke führt durch weitere Vororte von Philadelphias und erreicht seine erste Anschlussstelle an die Pennsylvania Route 63 bei Lansdale. Hinter diesem Anschluss beginnt der Highway wieder durch ländliches Farmgebiet zu führen. Die Pennsylvania Turnpike Northeast Extension führt in das Bucks County und kommt in der Nähe von Quakertown zu einem Anschluss an die Pennsylvania Route 663. In ihrem weiteren Verlauf führt die Autobahn in das Lehigh County und in die Metropolregion Lehigh Valley. In der Stadt Wescosville südlich von Allentown trifft der Interstate 476 auf einen Verkehrsknotenpunkt mit dem U.S. Highway 222 (Fred Jaindl Memorial Highway), welcher ebenfalls einen direkten Anschluss an den Interstate 78 (Walter J. Dealtrey Memorial Highway) bietet.
Nur etwa einen Kilometer weiter nördlich erfolgt eine weitere Anschlussstelle an den U.S. Highway 22. Die Pennsylvania Turnpike Northeast Extension führt als Umgehungsstraße westlich um Allentown herum. In seinem weiteren Verlauf führt der Interstate 476 in das Gebiet der Pocono Mountains und unterquert diese durch den Lehigh Tunnel. Hinter dem Tunnel verläuft die Strecke zunächst parallel zum Lehigh River und überquert ihn schließlich, unmittelbar dahinter folgt eine Anschlussstelle an den U.S. Highway 209. Im weiteren Verlauf hat die Northeast Extension eine nur für E-ZPass-Fahrzeuge nutzbare Anschlussstelle an die Pennsylvania Route 903, danach beginnt der Verlauf der Autobahn durch den Hickory Run State Park. Auf dem Gebiet des Kidder Township wird der Verlauf des Interstate 476 durch den Interstate 80 gekreuzt, ein Wechsel zwischen den beiden Highways ist jedoch nur über die Anschlussstelle an der Pennsylvania Route 940 möglich.

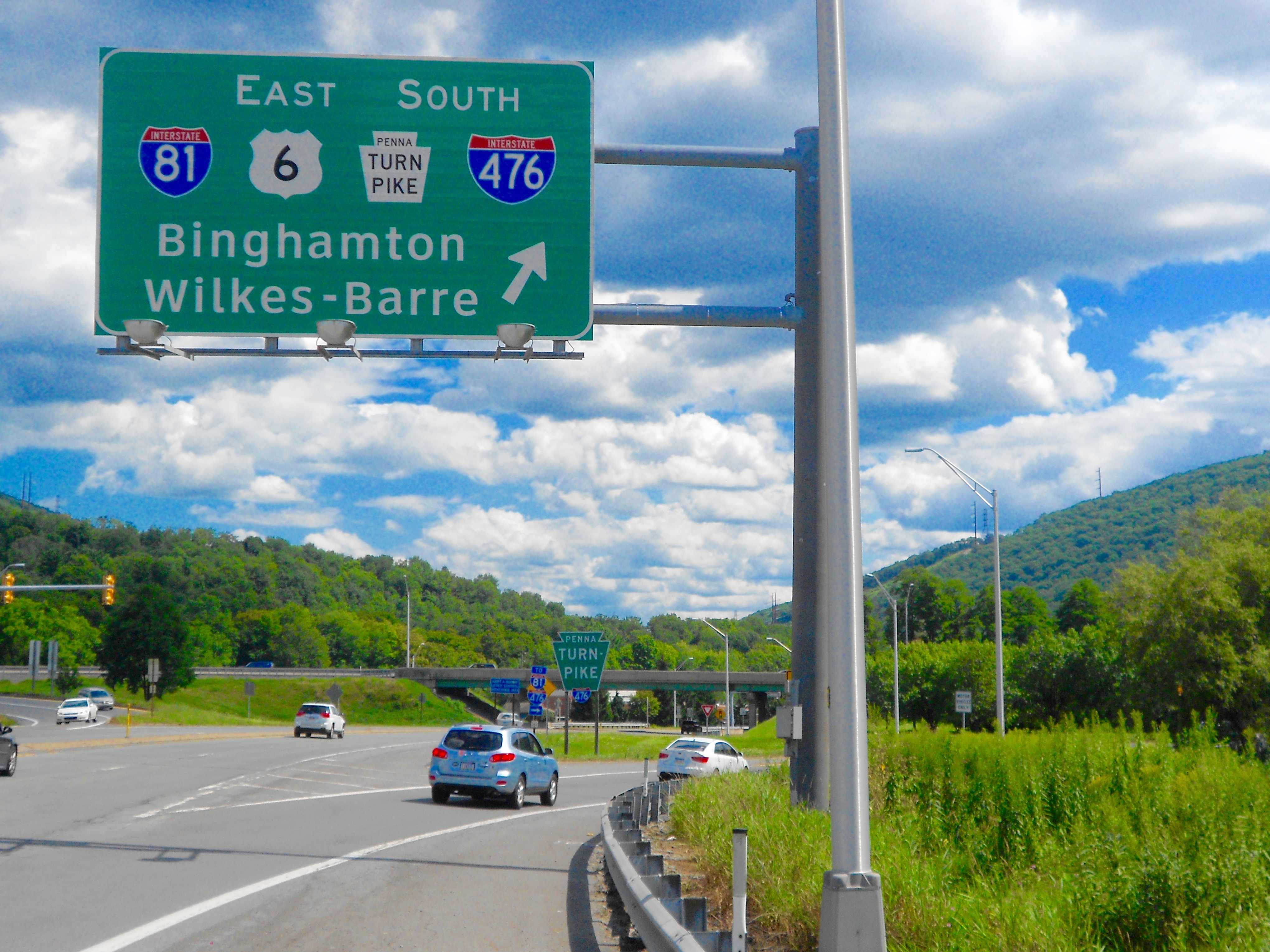
Auffahrt auf die Northeast Turnpike Extension vom U.S. Highway 11 am Straßenende bei Clarks Summit

Auf den folgenden zwanzig Kilometern überquert der Interstate 476 ein weiteres Mal den Lehigh River, danach führt die Pennsylvania Turnpike Northeast Extension westlich an der Stadt Wilkes-Barre vorbei. Die Stadt ist von der Schnellstraße aus über die Pennsylvania Routes 115 und 315 zu erreichen. Zwischen den Vororten Dupont und Moosic verläuft der von Südwesten kommende Interstate 81 parallel zur Pennsylvania Turnpike Northeast Extension, wobei der Wilkes-Barre/Scranton International Airport teilweise zwischen den Streckenverläufen liegt. Hinter dem Flughafen überquert der Interstate 81 den Interstate 476 schließlich, ohne jedoch einen Anschluss zu bieten. Die Pennsylvania Turnpike Northeast Extension führt westlich an der Stadt Scranton vorbei. Bei Clarks Summit überquert der Interstate 476 zunächst den U.S. Highway 11 und macht danach einen Knick in Richtung Süden. Hinter der folgenden Mautstelle schließt die Pennsylvania Northeast Turnpike Extension zunächst an den Interstate 81 an, nach weiteren 300 Metern endet die Autobahn an einem Autobahndreieck mit dem U.S. Highway 11.

## Maut

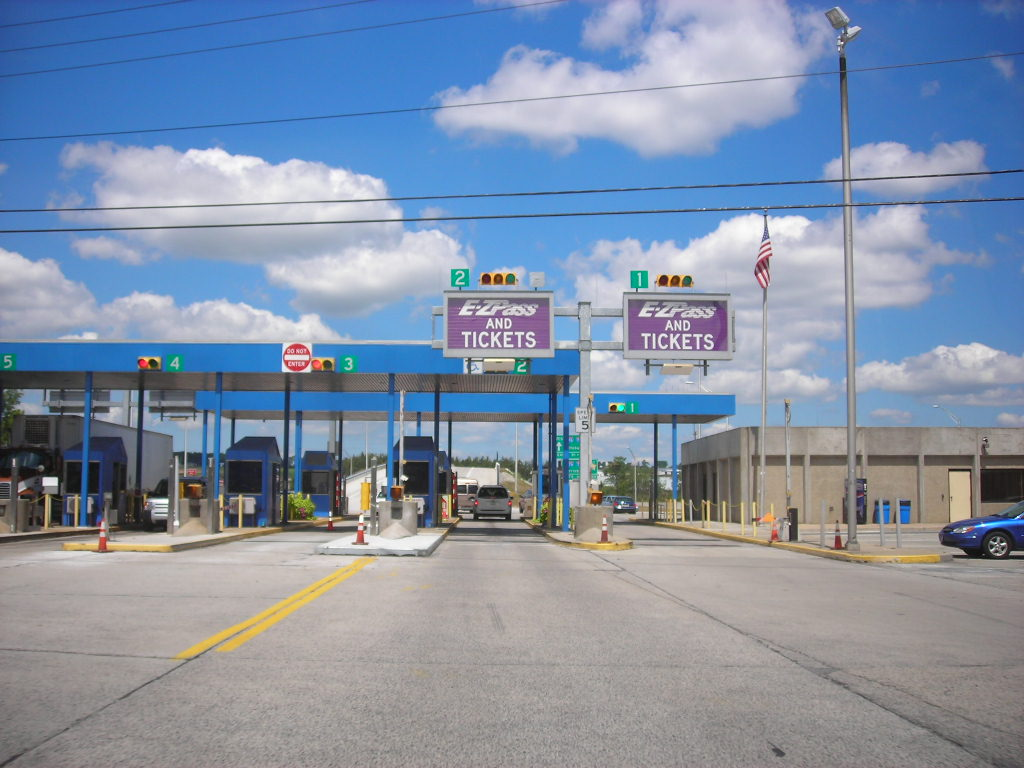
Mautstelle bei Somerset

Auf dem Streckenabschnitt zwischen den Mautstationen Warrendale und Neshaminy Falls werden die Mautgebühren über ein Ticketsystem erhoben. Dabei erhalten die Autofahrer eine Rechnung mit den Preisen für die einzelnen Autobahnabschnitte, beim Verlassen der Autobahn wird dieses Ticket abgegeben und die zusammengerechnete Maut für die passierten Ausfahren zusammengezählt. Die Mautpauschale kann sowohl über Bargeld, als auch mit Kartenzahlung oder über das elektronische System E-ZPass erhoben werden. Zwischen den Anschlussstellen Gateway und Warrendale sowie zwischen Neshaminy Falls und dem Straßenende bei Bristol Township werden keine Mautgebühren erhoben. Die Mautstationen an den Anschlussstellen an die Pennsylvania Route 29 sowie an den Virginia Drive in Dresher können nur durch Autofahrer mit E-ZPass-Transpondern passiert werden, da diese Mautstellen nicht besetzt sind und auch keine Bezahlung mit Bargeld vorsehen.
2019 belaufen sich die Kosten für eine Fahrt über die Strecke des Pennsylvania Turnpike zwischen Warrendale und Neshaminy auf 50,40 US-Dollar bei Bargeldzahlung sowie auf 36,20 US-Dollar bei einer Benutzung der Straße mit E-ZPass. Für die Nutzung der westlichen Erweiterung bis Gateway wird eine Maut von 7,90 US-Dollar fällig, die Überquerung des Delaware River über die mautpflichtige Delaware River Bridge kostet 7,20 US-Dollar, auch hier gibt es bei Nutzung von E-ZPass Mautermäßigungen. Seit 2009 wurden die Mautgebühren durch den Autobahnbetreiber, die Pennsylvania Turnpike Commission, jährlich angehoben.

## Rastplätze

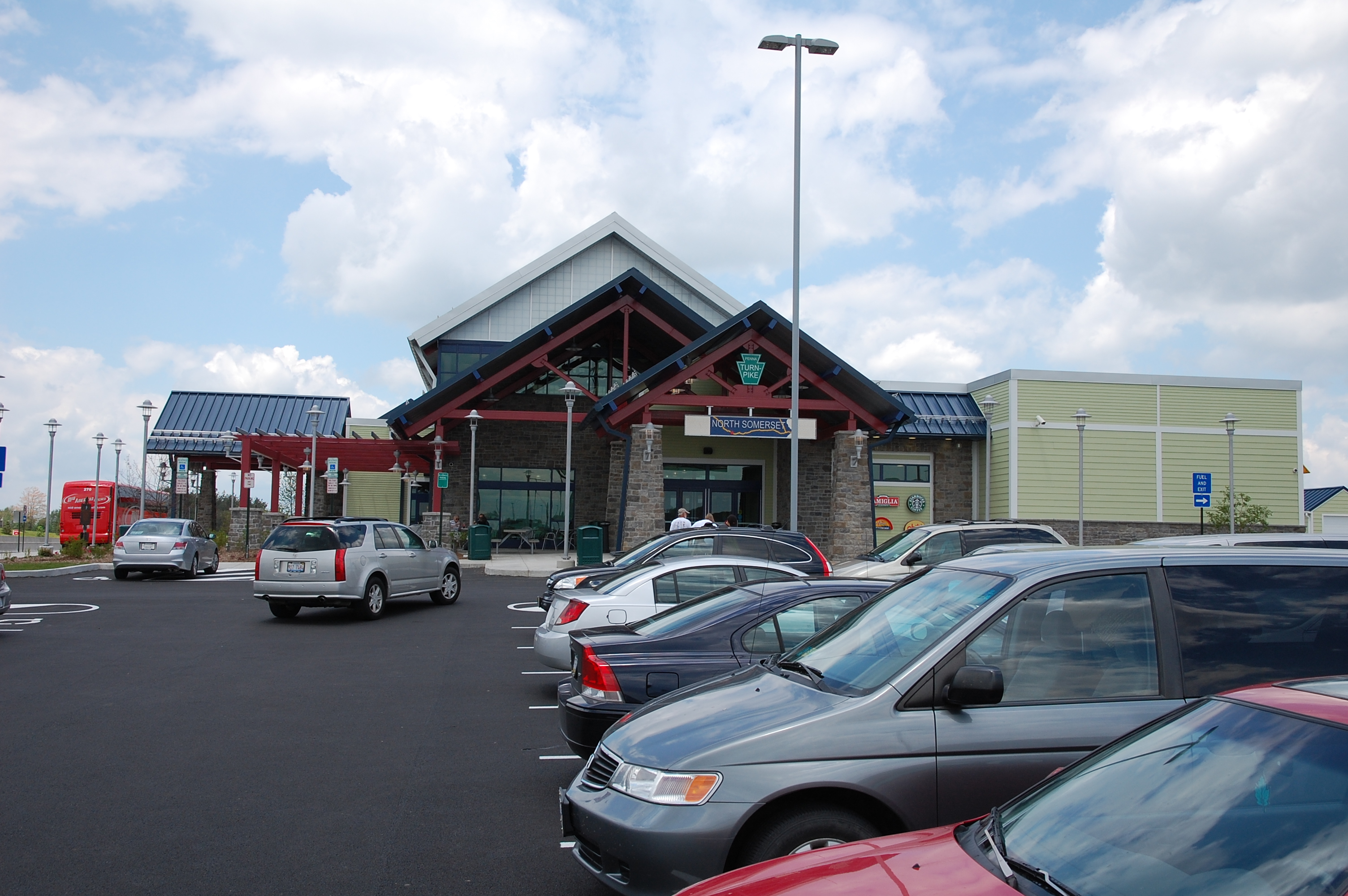
Rastplatz am Pennsylvania Turnpike in North Somerset

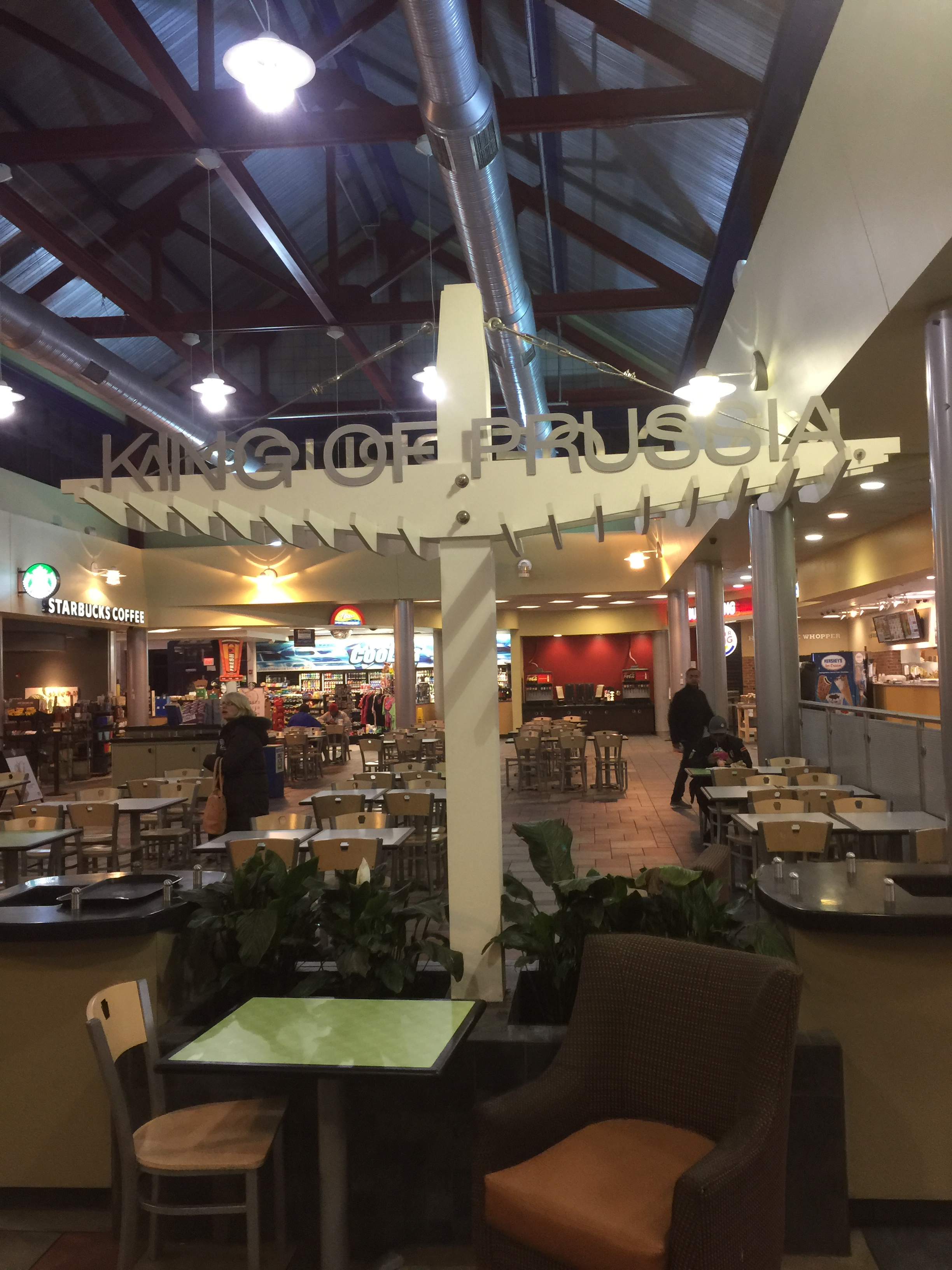
Innenraum des Rastplatzes in King of Prussia

Auf dem gesamten Pennsylvania Turnpike gibt es 15 Autobahnraststätten sowie zwei weitere Rastplätze entlang der nördlichen Ausbaustrecke. Jede Raststätte verfügt über Restaurants größerer Systemgastronomieunternehmen wie beispielsweise Burger King, Subway, Sbarro, Roy Rogers Restaurants, Auntie Anne’s, Hershey’s Ice Cream, Popeyes Louisiana Kitchen und Starbucks, Tankstellen sowie Convenience Shops von A-Plus. Einige Rastanlagen verfügen zudem über Bankautomaten und Touristeninformationen. An den Rastanlagen in New Stanton und Sideling Hill werden je nach Saison auch Bauernmärkte veranstaltet. Die Rastanlage in North Midway wird von dem Unternehmen Energy Transfer Partners betrieben, alle anderen Raststätten gehören dem Unternehmen HMSHost.
Im Verlauf der Geschichte des Pennsylvania Turnpike wurden immer wieder Autobahnraststätten geschlossen und neue eröffnet. Zwei ursprüngliche Rastplätze in Laurel Hill und New Baltimore wurden in den 1950er-Jahren nach der Verlegung der Streckenführung des Pennsylvania Turnpike geschlossen, im Gegenzug kam es zur Eröffnung der Rastanlage in Sideling Hill. Im Jahr 1980 wurden die Rastanlagen in Denver, Pleasant Valley und Mechanicsburg verkauft, die Rastanlage Path Valley wurde 1983 nach sinkenden Umsatzzahlen und aufgrund ihrer Nähe zum Rastplatz Sideling Hill geschlossen. Die Rastanlage Brandyvine wurde 1990 abgerissen und neu aufgebaut, die Rastanlage Butler musste im Jahr 2002 der Mautstelle bei Warrendale weichen.
2006 begann der Rastanlagenbetreiber HMSHost mit dem Neubau zahlreicher Rastanlagen, beginnend in Oakmont. Die Rastanlagen North Somerset und Sideling Hill wurden 2008, New Stanton 2009, King of Prussia 2010, Lawn und Bowmansville 2011, South Somerset, Blue Mountain und Plainfield 2012, South Midway und Highspire 2013 sowie die restlichen Rastanlagen 2015 neu eröffnet. Die Rastanlagen in Hempfield Township und Neshaminy wurden für den Neubau von Anschlussstellen im Jahr 2007 abgerissen.

## Geschichte

### Vorgeschichte
Vor der Einrichtung des Pennsylvania Turnpike erfolgte die infrastrukturelle Erschließung Pennsylvanias insbesondere durch die Bahn. 1854 wurde die Pennsylvania Railroad zwischen Pittsburgh und Philadelphia fertig gestellt. In den 1880er-Jahren kam es zur Errichtung einer Bahnstrecke für die Southern Pennsylvania Railroad mit neun Tunneln durch die Allegheny Mountains und einer Brücke über den Susquehanna River bei Harrisburg. Nach der Erfindung des Automobils wurde der Zug als Fortbewegungsmittel langsam abgelöst, jedoch war das dünn besiedelte Zentrum Pennsylvanias kaum mit Straßen erschlossen. Die Planungen für den Bau einer Schnellstraße über die Allegheny Mountains wurden 1934 unter der Leitung von William Sutherland und Victor Lecoq begonnen. Als Vorbilder für den Pennsylvania Turnpike dienten die deutschen Autobahnen sowie der Merritt Parkway in Connecticut.

### Bau und Eröffnung der Hauptroute

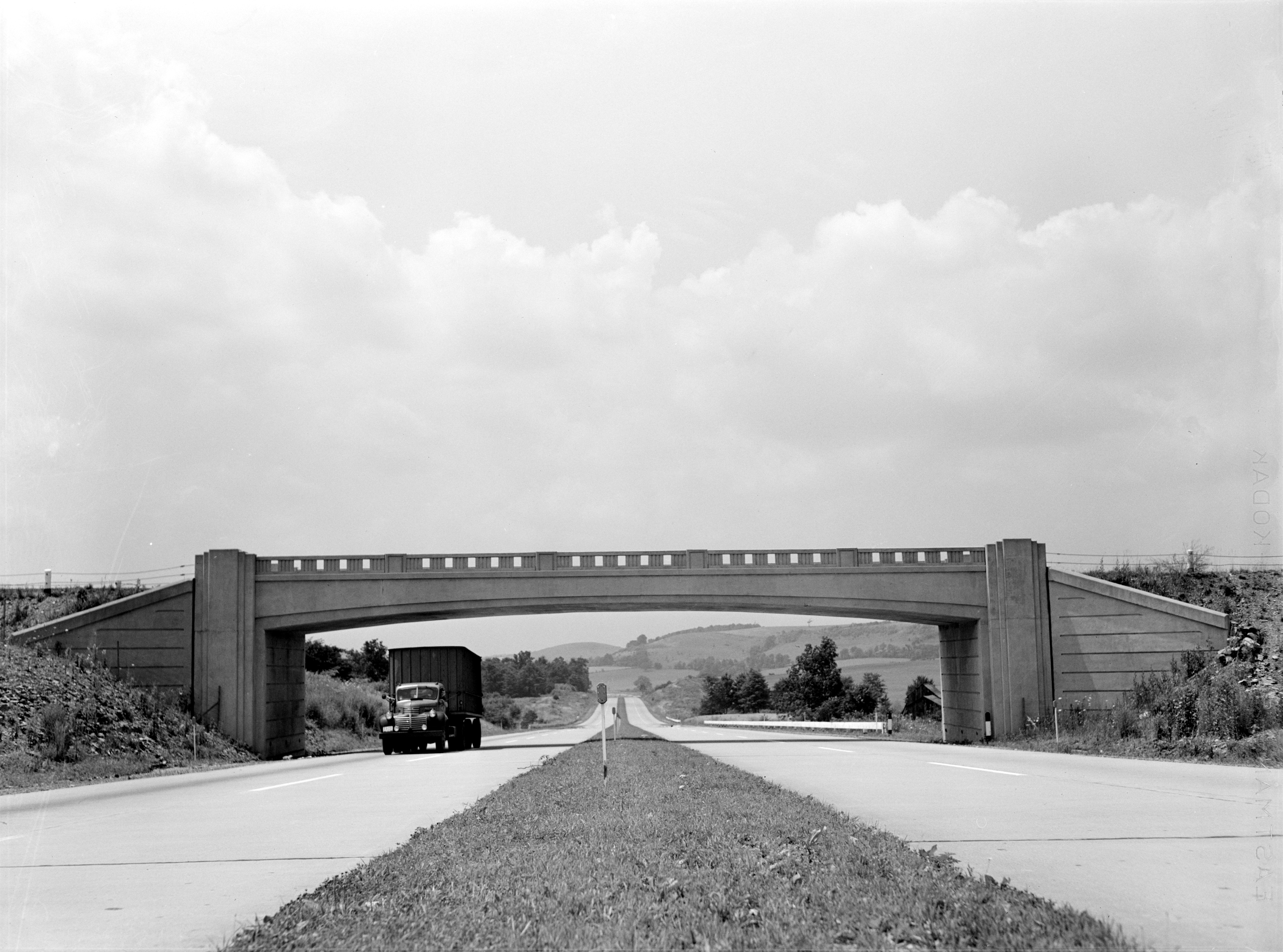
Der Pennsylvania Turnpike im Jahr 1942

Am 21. Mai 1937 wurde der Bau des Pennsylvania Turnpike genehmigt. Der geplante Abschnitt hatte eine Länge von 261 Kilometern und sollte von Irwin bis nach Middlesex Township führen. Am 27. Oktober 1938 wurde mit dem Bau des ersten Streckenabschnittes zwischen Irwin und Carlisle begonnen. Die Eröffnung der Strecke wurde für den 1. Mai 1940 angesetzt. In der folgenden Zeit wurden die Bauaufträge für die einzelnen Bauabschnitte ausgeschrieben. Am 31. August 1939 wurde mit der Asphaltierung der Strecke begonnen, pro Tag wurden etwa zwei Kilometer der Strecke fertig gestellt. Durch die Pflasterarbeiten verzögerte sich jedoch der Ausbau des Pennsylvania Turnpike, sodass der Eröffnungstermin später auf dem 29. Juni 1940 nach hinten verlegt wurde, da in den Wintermonaten keine Pflasterarbeiten durchgeführt werden konnten. Später wurde der Eröffnungstermin nochmals auf den 1. Oktober 1940 nach hinten verlegt.
Allein für den Bau der Hauptroute des Pennsylvania Turnpike wurden etwa 700.000 Tonnen Sand, 1.100.000 Tonnen Stein, 46.000 Tonnen Stahl sowie mehr als 270.000 Tonnen Zement verwendet. Insgesamt waren 18.000 Arbeiter am Bau der Autobahn beteiligt, 19 von ihnen kamen bei den Bauarbeiten ums Leben.
Am 1. Oktober 1940 um Mitternacht wurde der Pennsylvania Turnpike für den Verkehr freigegeben. Innerhalb der ersten 15 Tage nach der Eröffnung wurde der Turnpike bereits von über 150.000 Fahrzeugen passiert, eine für die damalige Zeit sehr hohes Verkehrsaufkommen. Durch die Erhebung von Mautgebühren wurden im ersten Jahr nach der Eröffnung etwa 3 Millionen US-Dollar eingenommen. In den folgenden Jahren gingen die Einnahmen durch den Turnpike bedingt durch die Entwicklungen des Zweiten Weltkriegs zurück, bevor sie seit Kriegsende wieder anstiegen. Nach der Eröffnung war der Pennsylvania Turnpike die erste mautpflichtige Autobahn in den Vereinigten Staaten. Die Straße stellt eine wichtige Verbindung zwischen der amerikanischen Ostküste und dem Mittleren Westen dar und senkte die Reisezeit zwischen den Städten Pittsburgh und Harrisburg um über drei Stunden von sechs auf nur noch zweieinhalb Stunden.

### Erweiterungen

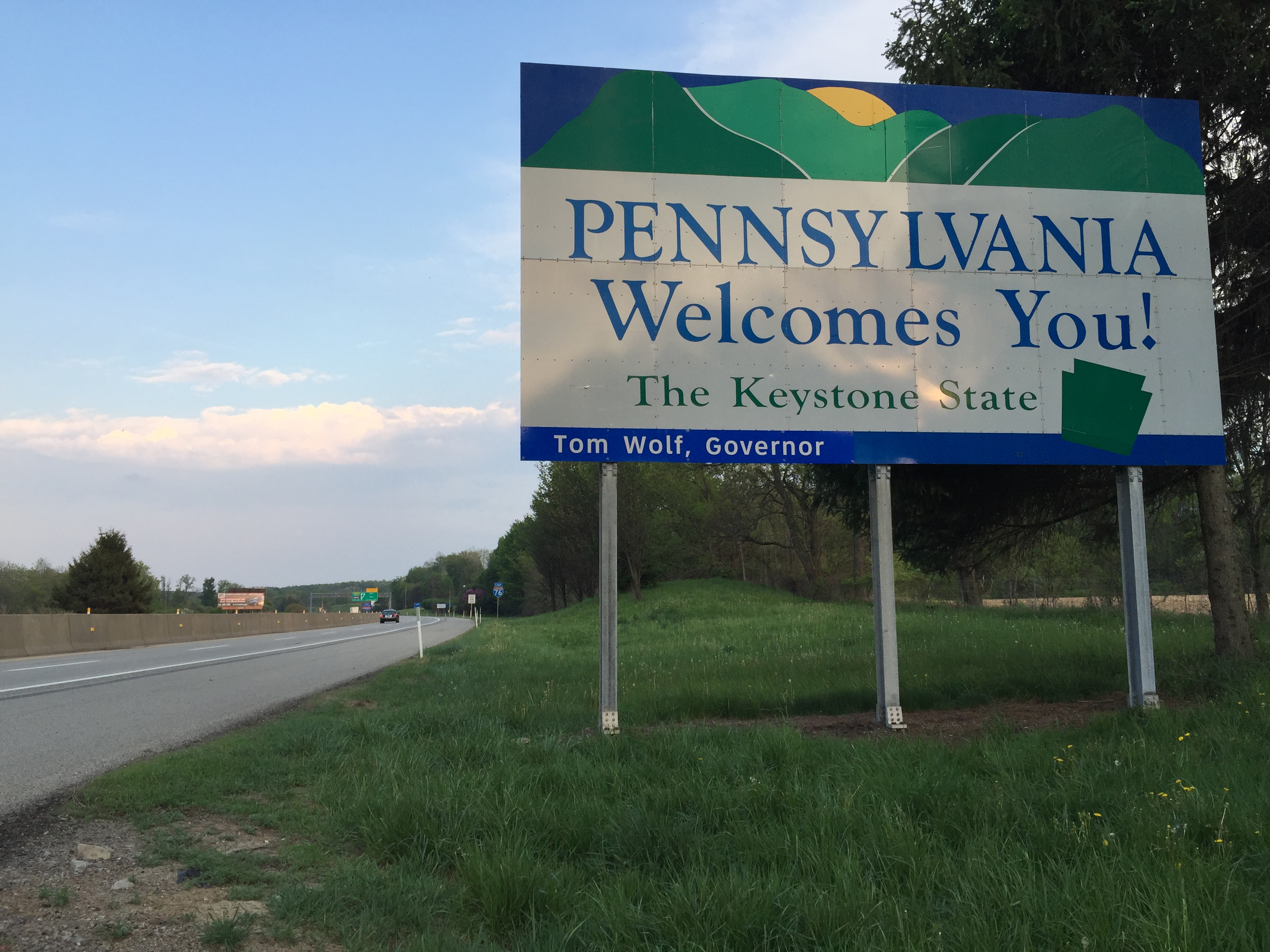
Beginn des Pennsylvania Turnpike an der Grenze zwischen Pennsylvania und Ohio

Bereits vor Baubeginn der Hauptstrecke wurde eine Erweiterung der bereits vorgesehenen Strecke bis nach Philadelphia diskutiert. 1940 genehmigte der damalige Gouverneur Pennsylvanias, Arthur Horace James, den Ausbau des Pennsylvania Turnpike in Richtung Osten. Im Jahr 1941 wurden für den Bau der Strecke Kosten von 40 bis 50 Millionen US-Dollar veranschlagt. Die finanziellen Mittel für den Ausbau standen ab 1948 zur Verfügung. Die Planungen sahen eine Erweiterung des Pennsylvania Turnpike von Carlise bis zur U.S. Route 202 bei King of Prussia vor und danach einen Verlauf bis in das Stadtzentrum Philadelphias. Spatenstich für den Ausbau war der 28. September 1948.
Da die Erweiterung des Pennsylvania Turnpike hinter Carlisle durch weniger gebirgiges Terrain verlief, waren für den Bau des Turnpike weniger Erdarbeiten nötig als beim Bau der Hauptroute. Jedoch erforderte die Erweiterung den Bau mehrerer größerer Straßenbrücken über den Susquehanna River und den Swatara Creek.  Die Susquehanna River Bridge erhielt aus Kostengründen keinen Standstreifen. Der ursprünglich angepeilte Eröffnungstermin am 1. Oktober 1950 musste auf den 20. November 1950 verlegt werden, da aufgrund von Witterungsbedingungen sowie eines Streiks der Zementarbeiter zeitweise keine Bauarbeiten möglich waren.

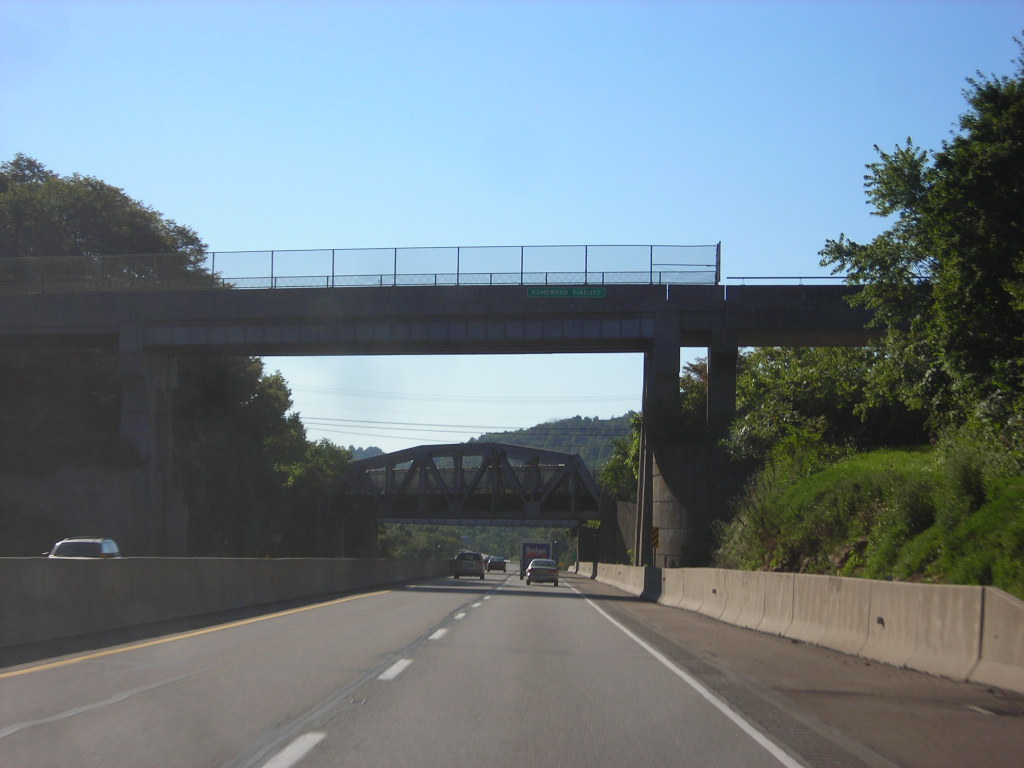
Der Pennsylvania Turnpike in Fahrtrichtung Westen am Homewood Viaduct im Beaver County

Im Jahr 1941 wurde durch Gouverneur James auch eine Erweiterung in Richtung der Grenze zu Ohio ins Gespräch gebracht. Am 24. Oktober 1949 wurde mit dem Bau der westlichen Erweiterung des Turnpike begonnen. Wie auch bei der östlichen Erweiterung der Autobahn mussten auf der Westerweiterung mehrere große Straßenbrücken über den Beaver River und den Allegheny River konstruiert werden. Am 7. August 1951 wurde der Abschnitt zwischen Irwin und Pittsburgh für den Verkehr freigegeben, der Abschnitt zwischen der Mautstelle bei Gateway und der Grenze zu Ohio wurde am 26. Dezember 1951 eröffnet. Auf der Grenze endete der Pennsylvania Turnpike damals in einem Feld, bis das Ende am 1. Dezember 1954 an den neu gebauten Ohio Turnpike angeschlossen wurde.

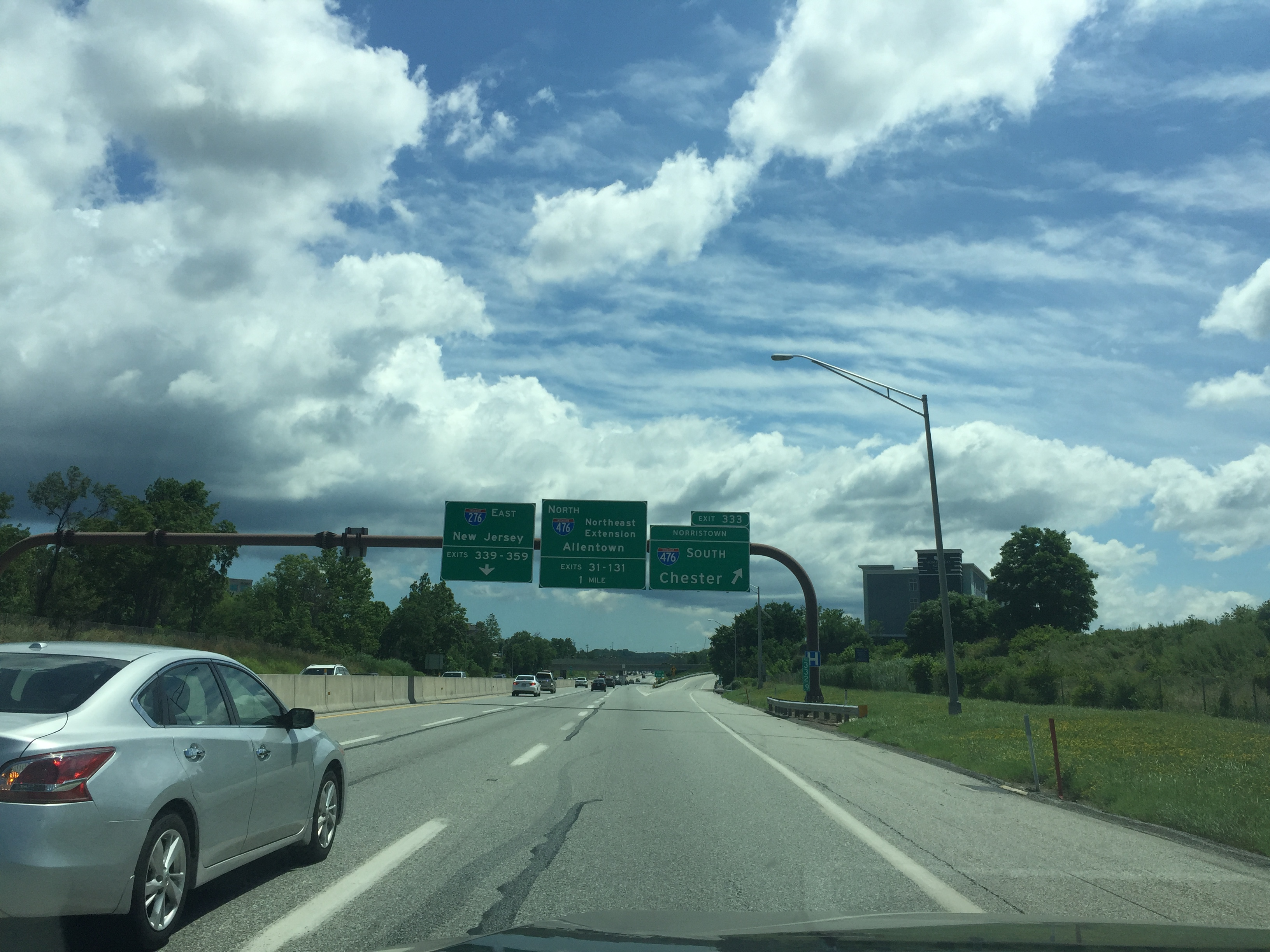
Pennsylvania Turnpike bei Norristown

1951 wurde mit den Planungen für eine Verbindung zwischen dem Pennsylvania Turnpike und dem New Jersey Turnpike begonnen. Im Mai desselben Jahres wurde der Ausbau bis zum Delaware River durch den damaligen Gouverneur John Sydney Fine genehmigt. Die Streckenführung für die Erweiterung, die im Norden um die Stadt Philadelphia herum führen sollte, wurde 1952 bekannt gegeben. Für den Bau des Streckenabschnitts wurden 65 Millionen US-Dollar zur Verfügung gestellt, am 20. November 1952 wurde mit den Bauarbeiten begonnen. Auf dem Teilstück zwischen Valley Forge und dem Delaware River musste ebenfalls eine Brücke über den Schuylkill River errichtet werden, wie bereits beim Bau der Susquehanna River Bridge wurde aus Kostengründen auf einen Standstreifen verzichtet. Am 23. August 1954 wurde die Erweiterung zum Delaware River abgeschlossen und der Abschnitt zwischen King of Prussia dem U.S. Highway 611 bei Willow Grove wurde für den Verkehr geöffnet, der restliche Teil der Strecke wurde am 17. November 1954 frei gegeben.
Im April 1954 wurden für den Bau der Delaware River Bridge und die Verbindung des Pennsylvania Turnpike mit dem New Jersey Turnpike 233 Millionen US-Dollar zur Verfügung gestellt. Die Grundsteinlegung für den Bau der Brücke fand am 26. Juni 1954 in Florence, New Jersey, statt. Die Bogenbrücke wurde am 23. Mai 1956 eröffnet, bei der Eröffnung waren auch die beiden Gouverneure Pennsylvanias und New Jerseys, George Michael Leader und Robert B. Meyner, anwesend. Die Brücke war ursprünglich sechsspurig mit drei Fahrstreifen in jeder Fahrtrichtung ausgeführt, später wurde die Brücke durch die Umfunktionierung jeweils eines Fahrstreifens zu einer Standspur auf vier Spuren verkleinert. Durch die somit erfolgte endgültige Fertigstellung des Pennsylvania Turnpike wurde es Autofahrern ermöglicht, von New York City aus auf einer durchgehenden Straße nach Chicago zu fahren.

### Widmungen
Im August 1957 verteilte das Bureau of Public Roads im Rahmen der Einführung des Interstate-Highway-Systems erstmals Nummern auf dem Pennsylvania Turnpike. Am 26. Juni 1958 wurde fast die gesamte Strecke zwischen dem North Beaver Township und dem King of Prussia als Interstate 80S gewidmet, der Streckenabschnitt zwischen Pittsburgh und Breezewood erhielt zudem die Nummer 70. Der restliche Teil des Pennsylvania Turnpike zwischen King of Prussia und dem Straßenende im Bristol Township erhielt die Widmung als Interstate 280.
Im April 1963 gab der Bundesstaat Pennsylvania die Umwidmung des Pennsylvania Turnpike bekannt. Grund für die Namensänderung war die Tatsache, dass der Pennsylvania Turnpike an keiner Stelle auf den Interstate 80 trifft, wie die bisherigen Bezeichnungen vermuten lassen könnten. Am 26. Februar 1964 erhielt der Interstate 80S auf dem Teilstück zwischen Pittsburgh und King of Prussia die Bezeichnung Interstate 76 und der Interstate 280 wurde zum Interstate 276. Sieben Jahre später, im Jahr 1971, wurde der Interstate 80S komplett gestrichen und auch der Abschnitt zwischen der Grenze zu Ohio und der Stadt Pittsburgh zum Interstate 76.
Die Pennsylvania Turnpike Northeast Extension erhielt im Jahr 1980 die Widmung als Pennsylvania Route 9. Am 1. November 1996 wurde die Strecke in das Interstate-Highway-System aufgenommen und erhielt die Nummer 476.

### Geschwindigkeitsbeschränkungen
Zum Zeitpunkt der Eröffnung gab es auf dem Pennsylvania Turnpike keine Geschwindigkeitsbeschränkungen, ausgenommen waren die Tunnel, in denen eine Höchstgeschwindigkeit von 55 Kilometern pro Stunde galt. Ein erstes allgemeines Tempolimit wurde im Jahr 1941 eingeführt, mit einer Beschränkung von 115 Kilometern (70 Meilen) pro Stunde für Personenkraftwagen und 80 bis 105 Kilometern (50 bis 65 Meilen) pro Stunde für Lastkraftwagen. Während des Zweiten Weltkrieges wurde das für die gesamten Vereinigten Staaten gültige Tempolimit von 55 Kilometern pro Stunde eingeführt, nach dem Krieg wurde diese Begrenzung wieder angehoben.
Aufgrund einer Anhäufung von Verkehrsunfällen wurde die Geschwindigkeitsbegrenzung auf dem Stück zwischen dem Straßenbeginn bis Breezewood im Jahr 1953 auf 95 Kilometer pro Stunde gesenkt, diese Maßnahme wurde kurz darauf jedoch rückgängig gemacht. Mit der Verabschiedung des National Maximum Speed Law im Jahr 1974 wurde die Höchstgeschwindigkeit auf dem Pennsylvania Turnpike auf 90 Kilometer bzw. 55 Meilen pro Stunde gesenkt. 1995 wurde die Beschränkung wieder auf 105 Kilometer (65 Meilen) pro Stunde angehoben. Seit dem 22. Juli 2014 darf auf dem Streckenabschnitt zwischen dem Blue Mountain Tunnel und der Anschlussstelle in Morgantown wieder 115 Kilometer pro Stunde gefahren werden. Am 3. Mai 2016 wurde die Geschwindigkeitsbegrenzung auf beinahe der gesamten Strecke wieder auf 115 km/h angehoben, ausgenommen sind Baustellen, Tunnel, Mautstationen, das Teilstück vor dem Allegheny Mountain Tunnel sowie der Abschnitt zwischen Bensalem und der Delaware River Bridge.

### Nach der Fertigstellung
Aufgrund des steigenden Verkehrsaufkommens wurden die Engpässe in den zweispurigen Tunneln in den Allegheny Mountains ab den späten 1950er-Jahren zu einem großen Problem. In den Sommermonaten bildeten sich vor den Tunneln oft kilometerlange Staus. Im Jahr 1959 gab die Pennsylvania Turnpike Commission mehrere Studien zur Verbesserung der Verkehrssituation in Auftrag. Im folgenden Jahr gab die Turnpike Commission den Bau einer zweiten Röhre im Allegheny Mountain Tunnel sowie eine Umfahrung um den Laurel Hill Tunnel bekannt. 1962 wurde der Bau genehmigt, am 30. Oktober 1964 wurde die neue Umfahrung nach Baukosten von 7,5 Millionen US-Dollar eröffnet. Die Bohrungen für eine zweite Tunnelröhre im Allegheny Mountain Tunnel begannen am 6. September 1962, am 25. August 1966 wurde der Tunnel wieder geöffnet. Die Umbaukosten hier betrugen etwa 12 Millionen US-Dollar.

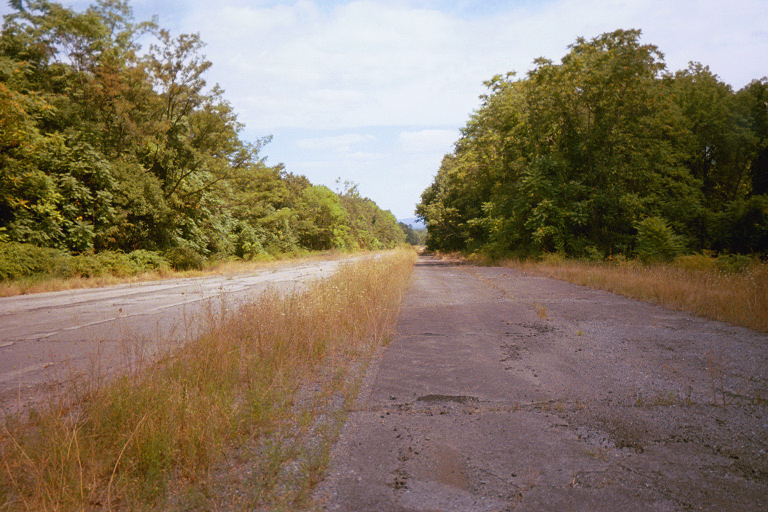
Der verlassene Pennsylvania Turnpike bei Sideling Hill

1965 wurde zudem der Bau einer jeweils zweiten Tunnelröhre für den Tuscarora Mountain Tunnel, den Kittantiny Mountain Tunnel sowie den Blue Mountain Tunnel angekündigt. Der Rays Hill und Sideling Hill Tunnel sollten durch eine etwa 22 Kilometer lange Umfahrung ersetzt werden. Zur Finanzierung dieses Bauprojekts verkaufte die Pennsylvania Turnpike Commission Anleihen im Wert von 77,5 Millionen US-Dollar. Der Neubau begann am Autobahnknotenpunkt bei Breezewood und folgte dabei teilweise dem U.S. Highway 30. Am 26. November 1968 wurde die Umfahrung um den Rays Hill Tunnel und den Sideling Hill Tunnel für den Verkehr freigegeben. Der Rastplatz Cove Hill auf der alten Streckenführung wurde durch den Rastplatz Sideling Hill ersetzt. Die aufgegebenen Tunnel sind als Abandoned Pennsylvania Turnpike bekannt und wurde 2001 an Southern Alleghenies Conservancy verkauft.

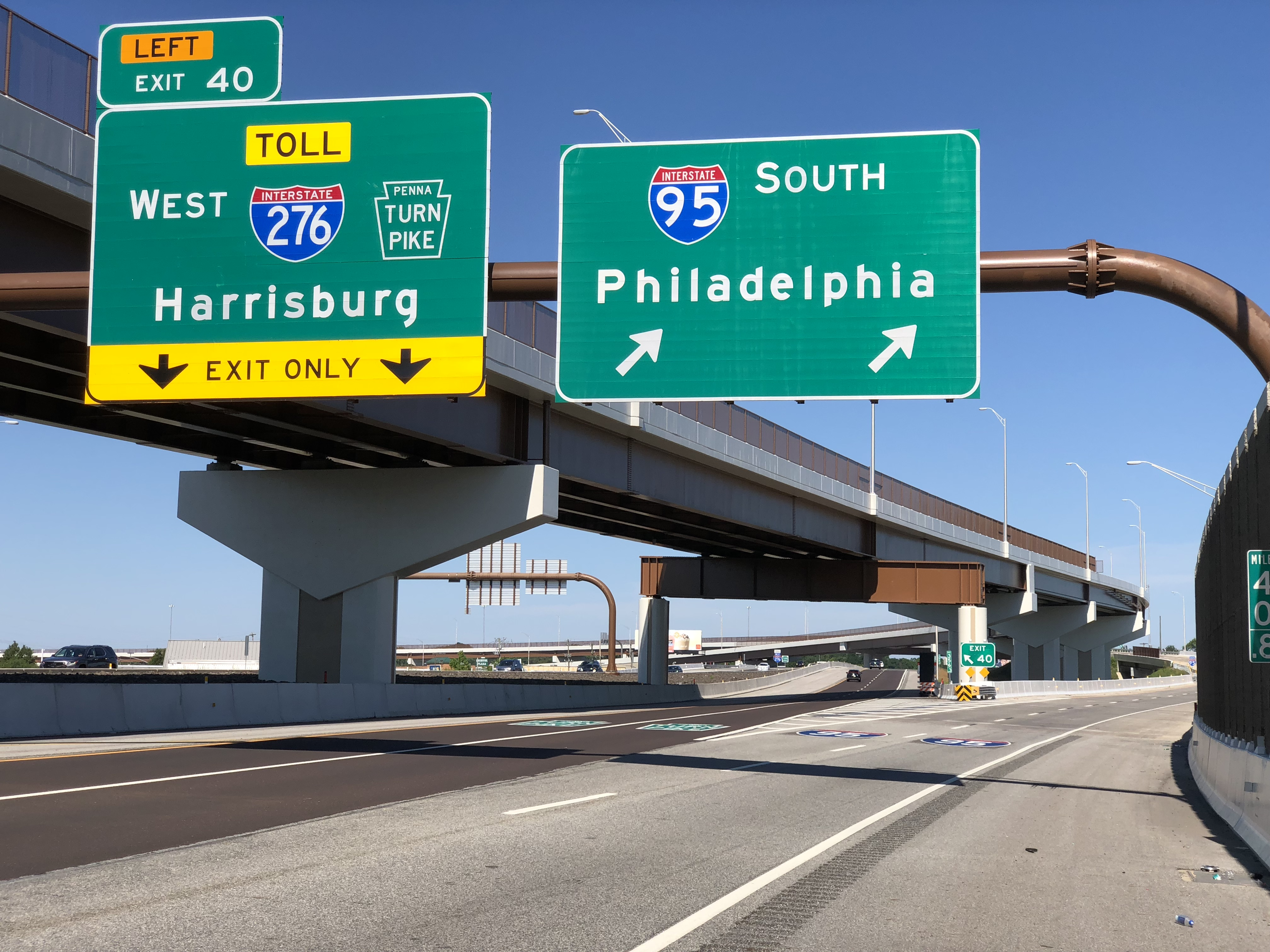
Beginn des Pennsylvania Turnpike in Fahrtrichtung Westen am Knotenpunkt mit dem Interstate 95

Ab 1969 wurden Planungen begonnen, den Pennsylvania Turnpike aufgrund des steigenden Verkehrsaufkommens auf der Strecke zu verbreitern. Die Anzahl der Fahrstreifen sollte von vier auf acht Fahrspuren verbreitert werden. Aufgrund der veranschlagten Baukosten in Höhe von 1,1 Milliarden US-Dollar und der Ölkrise im Jahr 1973 wurden diese Planungen jedoch schnell wieder verworfen. In der folgenden Zeit nahm das Verkehrsaufkommen auf dem Pennsylvania Turnpike aufgrund der Ölkrise sowie der Freigabe des Interstate 80 wieder ab. Am 2. Dezember 1981 wurden in der Nähe von New Baltimore LKW-Fahrstreifen eingerichtet, da diese aufgrund der dortigen Steigung sehr langsam fahren. Zwischen 1985 und 1987 wurde der Pennsylvania Turnpike auf dem Abschnitt zwischen Valley Forge und Philadelphia auf sechs Fahrspuren erweitert. Die Kosten für die Verbreiterung beliefen sich auf etwa 120 Millionen US-Dollar. Im März 1989 wurden Planungen für den Bau eines Autobahnkreuzes am Interstate 476 begonnen, dieses wurde im November 1992 fertig gestellt und am 15. Dezember 1992 freigegeben.
Zwischen 1998 und 2000 wurde auf dem Pennsylvania Turnpike das elektronische Mautsystem E-ZPass eingeführt. Im gleichen Jahr wurde die Brücke über den Schuylkill River neu gebaut und auf sechs Spuren verbreitert. Ab 2004 wurde der Streckenabschnitt zwischen Norristown und Valley Forge ebenfalls auf sechs Fahrspuren verbreitert, die Bauarbeiten wurden im November 2008 beendet, die Kosten beliefen sich auf etwa 330 Millionen US-Dollar. Im gleichen Jahr wurde mit dem Neubau der Straßenbrücke über den Susquehanna River begonnen, der in westliche Fahrtrichtung führende Teil der Brücke wurde am 17. Mai 2007 eröffnet, die andere Straßenseite folgte einen Monat später. 2005 wurden Pläne für eine weitere Verbreiterung des Pennsylvania Turnpike zwischen Downingtown und Valley Forge sowie zwischen Irwin und New Stanton aufgrund von fehlenden Baugenehmigungen wieder verworfen.
Im Jahr 2006 erhielt der Rastplatzbetreiber HMSHost eine Baugenehmigung zum Umbau der entlang des Pennsylvania Turnpike gelegenen Autobahnraststätten. Der Umbau umfasste den kompletten Neubau einzelner Raststätten mit Food-Courts und verbesserten Toilettenanlagen. Im Rahmen des Umbauprojekts wurden vier Rastplätze geschlossen, drei aufgrund von Baumaßnahmen am Pennsylvania Turnpike und eine aufgrund sinkender Geschäftszahlen. Die Kosten für den Umbau aller Rasthöfe belief sich auf etwa 100 Millionen US-Dollar.